# Géo André
Géo André, född 13 augusti 1889 i Paris, död 4 maj 1943 i Bizerte i Tunisien, var en fransk friidrottare.
André blev olympisk bronsmedaljör på 4 x 400 meter vid sommarspelen 1920 i Antwerpen.